# Autovía A-13
Die Autovia A-13 oder Autovía Logroño–Soria ist eine Autobahn in Spanien. Die Autobahn beginnt in Logroño und endet in Soria. Bisher wurde sie nur als östlicher Ring um Logroño fertiggestellt.

## Abschnitte
| Position | km | Abschnitt                                                                         | Eröffnung  |
| -------- | -- | --------------------------------------------------------------------------------- | ---------- |
| 1        | 4  | Logroño (nord) (Provinzgrenze La Rioja/Navarra bei Viana) – Logroño (süd) (LO-20) | 1990er     |
| 2        |    | Logroño (süd) (LO-20) – Soria                                                     | in Planung |

## Streckenverlauf
| Position | km | Abschnitt                                             | Anschluss an     |
| -------- | -- | ----------------------------------------------------- | ---------------- |
| 1        |    | Logroño (Umfahrung)                                   | LO-20 E804 AP-68 |
| 2        | 1  | Saragossa San Pedro (Krankenhaus) Villamediana        | LO-20 LR-250     |
| 4        | 2  | Saragossa-Avenida de la Paz-Flughafen-Agoncillo-Varea | LO-20            |
| 5        | 3  | Mendavia Pamplona                                     | A-12 LR-131      |
| 6        | 4  | Logroño-Laguardia-Oyón-Industriegebiet                |                  |
| 7        |    | Viana-Pamplona                                        | N-111            |

## Größere Städte an der Autobahn
- Logroño
- Soria